# 無法入眠的夜晚-Long Night-
《無法入眠的夜晚-Long Night-》（日语：眠れない夜 -Long Night-）是韓國人氣男子組合 SS501老么金亨俊，於2011年7月27日由avex trax所發行的首張個人日文單曲。

## 單曲概要
- 本作是金亨俊以個人名義於日本發行的首張單曲[1]。
- 另收錄（淋著雨）一曲。
- 兩首曲目皆由日本知名作詞家春和文負責，主打曲目「無法入睡的夜晚-Long Night-」由韓國近來受矚目的新人作曲家RADO及「淋著雨」則是由日本作曲家BRAVE Brothers擔任製作。
- 官網會員限定CD+Photobook版預購時間：2011年7月1日(週五) ~ 2011年7月20日(週三)，韓國發貨預定日：2011年8月1日(週日)始。

### 音樂錄影帶
- 2011年7月13日AM5時起通過日本手機網BeeTV付費下載「無法入睡的夜晚-Long Night-」三分二十三秒完整版M/V。

## 曲目
CD+DVD版 初回限定映像特典
【CD】
1. （無法入眠的夜晚） 三分二十秒
  - 作詞：Aya Harukazu  作曲：RADO
2. （淋著雨） 三分三十四秒
  - 作詞：Aya Harukazu  作曲：BRAVE Brothers
3. （無法入眠的夜晚）(Instrumental)
4. （淋著雨）(Instrumental)

【DVD】
◆Music Video
◆Music Video Making
CD版
- CD收錄曲目與CD+DVD版相同

官網會員限定CD+Photobook版
- CD收錄曲目與CD+DVD版及CD版相同

【Photobook】
- 40頁寫真

## 成績
Oricon
- 週間 CD單曲榜 2011年7月25日〜2011年7月31日 第30位，銷售數量4760+。

## 活動紀錄
音樂現場暨握手會
| 日期          | 時間                         | 地點                                      |
| 2011年7月26日 | 音樂現場15:30〜握手會16:00～ | United States of Odaiba 富士電視台本部1樓 |

Kim hyung jun 簽名會
| 日期          | 站次   | 時間  | 地點                                  |
| 2011年7月29日 | 大阪   | 14:00 | Tower Records 大阪阿部的Hoop店        |
| 2011年7月30日 | 名古屋 | 12:00 | SUNSHINE SAKAE B1F 大峽谷廣場         |
| 2011年7月31日 | 東京   | 18:00 | Tower Records的澀谷店 B1「STAGE ONE」 |

## 發行歷史
| 發行日期      | 版本                       | 地區 | 發行商    | 形式             |
| ------------- | -------------------------- | ---- | --------- | ---------------- |
| 2011年7月27日 | CD+DVD版                   | 日本 | avex trax | CD + DVD（12CM） |
| 2011年7月27日 | CD only版                  | 日本 | avex trax | CD（12CM）       |
| 2011年7月27日 | 官網會員限定CD+Photobook版 | 日本 | avex trax | CD（12CM）       |

## 外部連結
- SS501's official site
- 金亨俊韓國官方網站
- （日語）金亨俊日本官方網站 （页面存档备份，存于）